# Багатовіковий дуб (Чернігів, парк ім. Коцюбинського)
Багатовікови́й дуб — ботанічна пам'ятка природи місцевого значення в Україні. Розташована в місті Чернігів, в парку ім. Коцюбинського (Чернігівський дитинець, біля Борисо-Глібського собору).
Площа 0,01 га. Статус присвоєно згідно з рішенням Чернігівського облвиконкому від 28.08.1989 року № 164. Перебуває у віданні: Чернігівське РБД «Зеленбуд».
Статус присвоєно для збереження одного екземпляра дуба віком понад 300 років.

## Галерея

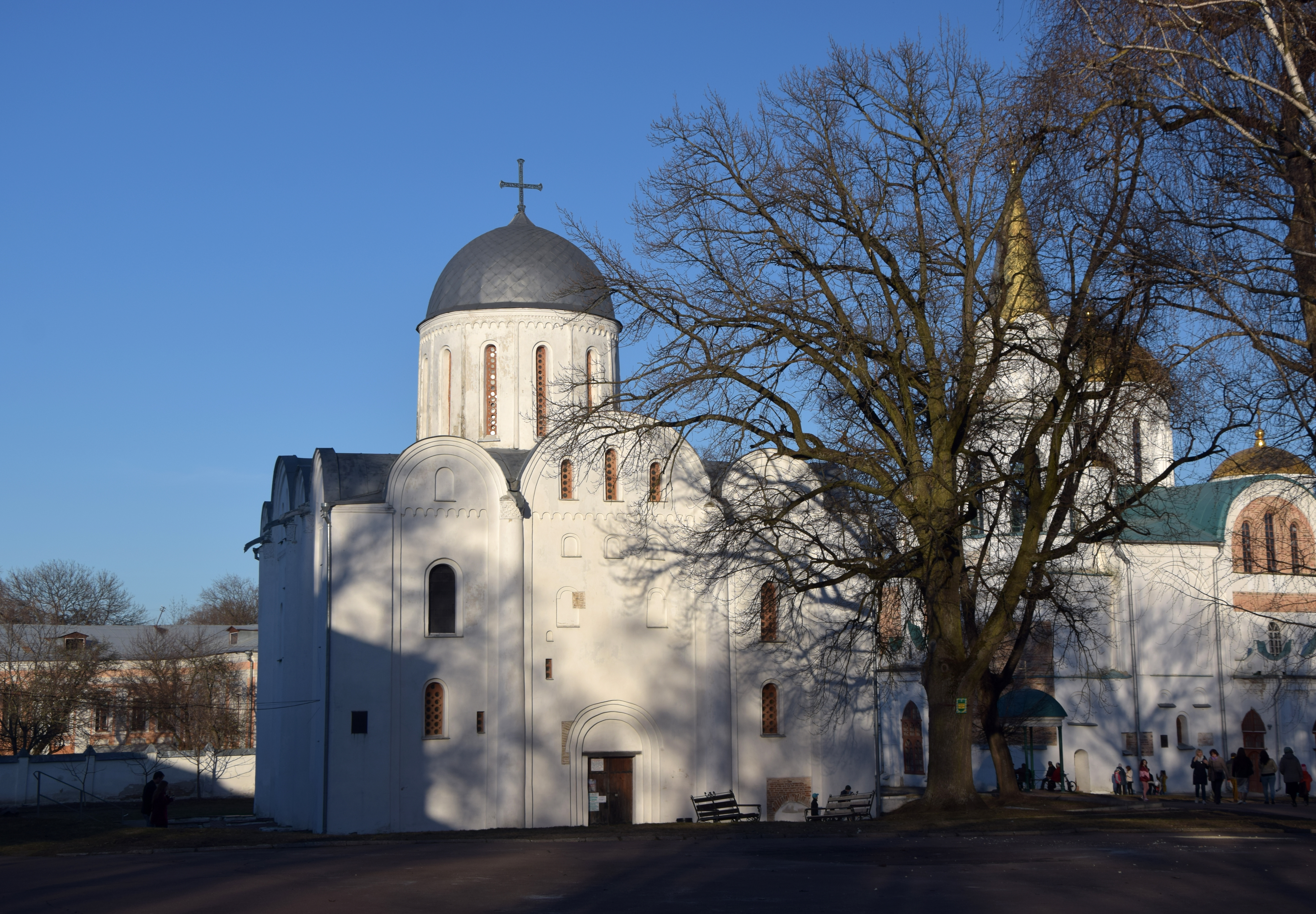
Дуб у квітні 2018 р.
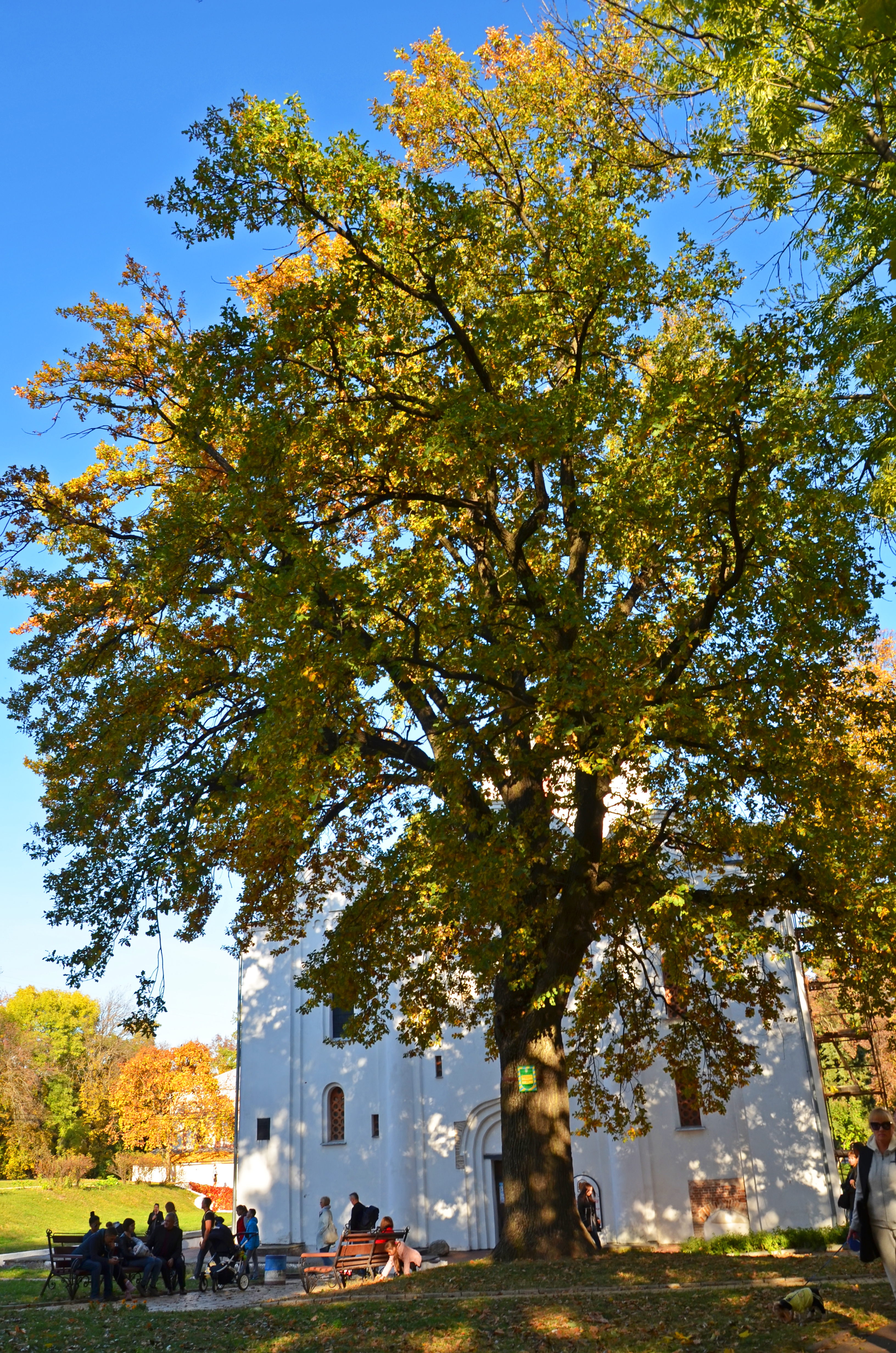
Багатовіковий дуб у жовтні 2018 р.
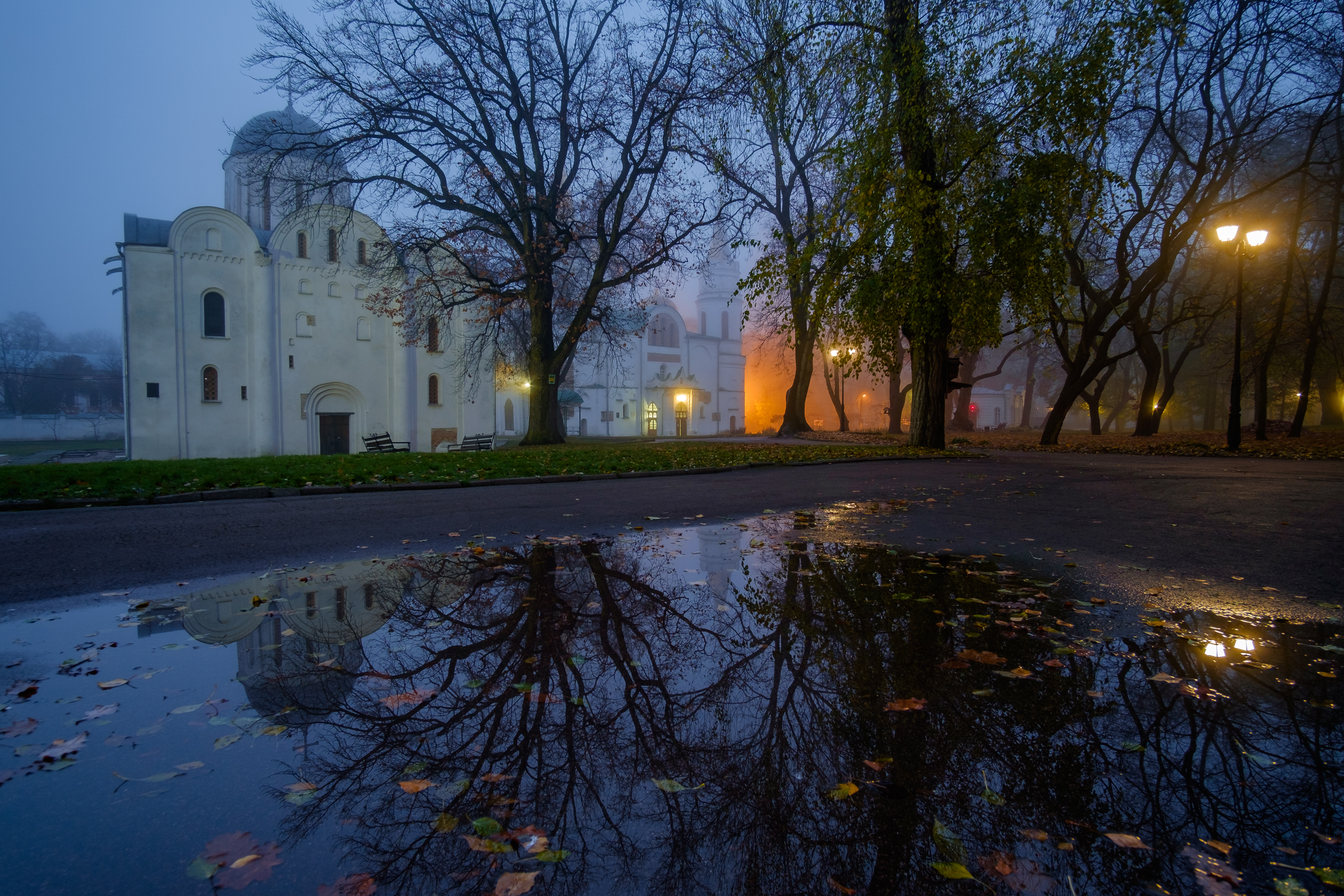
Туманний ранок 2017 року